# Saurva
În mitologia persană, Saurva este unul din cei șapte demoni Daevas. Eternul său oponent este Khshathra.